# La causa de las mujeres
La causa de las mujeres (en francés: Choisir la cause des femmes) fue un movimiento de lucha para la despenalización del aborto en Francia. Desde entonces, fue movilizando a las mujeres hasta convertirse en una organización no gubernamental que tiene el estatus de asociación según la ley de 1901 y que se ha especializado en los derechos de las mujeres.

## Historia
Gisèle Halimi y Simone de Beauvoir fundaron el movimiento en julio de 1971, poco después de la publicación del « Manifiesto de las 343 ». Un año después, durante el proceso de Bobigny, Choisir trabajó activamente en apoyo de Marie-Claire, una joven de 16 años acusada de haber abortado. La fuerte movilización popular que generó influyó en el proceso judicial y favoreció la toma de conciencia de la opinión pública sobre las condiciones de angustia de las mujeres que deseaban interrumpir un embarazo no deseado.
Hasta en 1975, fecha de la adopción de la ley sobre la interrupción voluntaria del embarazo (sigla IVG en francés) defendida por Simone Veil, Choisir y el Grupo información salud de Pierre Jouannet fueron los motores de la movilización para el derecho al aborto.
El movimiento ha seguido el combate para la penalización de la violación, sobre todo con el proceso de Aix-en-Provence. Choisir ha peleado igualmente para la paridad en política. La presidenta de la asociación, Gisèle Halimi, ha formado parte del Observatorio de la paridad.
El 23 de febrero de 2010 el Parlamento francés adopta, en presencia de Gisèle Halimi, una resolución europea sobre el principio de la « cláusula de la europea más favorecida » que sigue la idea que había emitido desde 1979 durante la primera elección del parlamento europeo al sufragio universal.

### Objetivos de Choisir en sus inicios
Los primeros objetivos del movimiento son:
- Educación sexual y contracepción libre y gratuita
- Abrogación de la ley de 1920 que condena el aborto
- Defensa gratuita de las mujeres acusadas por aborto (en 1972 asume la defensa de las acusadas en el famoso proceso de Bobigny)

A partir de 1974, los objetivos se amplían al estatus en general de la mujer en la sociedad:
- Lucha contra la violación, las violencias físicas y morales y los esquemas culturales sexistas
- Lucha por la igualdad profesional
- Lucha por mejorar la representación de las mujeres en la vida pública

## Contexto social y político
El movimiento Choisir aparece en un contexto de mutación de las mentalidades en Francia. Desde 1961 el Movimiento francés para la planificación familiar propone el dominio de la fecundidad a través de una mejor información y la utilización, entonces ilegal, de anticonceptivos como la píldora. La ley Neuwirth de 28 de diciembre de 1967 autoriza el libre recurso a la contracepción con el fin de disminuir el número de los abortos, lo que se ve rápidamente como algo ilusorio.
El Mouvement de Libération des Femmes (MLF) cristaliza a finales de los años sesenta en un pensamiento feminista muy radical para la época, distinguiendo rigurosamente sexualidad y procreación y reivindicando para las mujeres el derecho a decidir soberanamente sobre su cuerpo. Finalmente el movimiento de mayo de 1968 dio eco a las reivindicaciones de la juventud y de las mujeres.
En abril de 1971, aparece un manifiesto firmado por 343 mujeres conocidas o anónimas, que declaran públicamente haber tenido recursos al aborto. Este manifiesto de los 343, rápidamente llamado Manifiesto de los 343, pone al reto el ejecutivo de iniciar persecuciones judiciales contra de las mujeres que admiten haber infringido una ley que ellas desafían. Gisèle Halimi, abogada, propone la creación de un grupo que podrá tomar carga la defensa de estas mujeres en su caso. Este movimiento tiene el apoyo de Simone de Beauvoir, que resulta la primera Presidenta de la asociación, pero también de la académica Jean Rostand, de la novelista Christiane Rochefort y del premio Nobel de physiologie o medicina Jacques Monod.

## Nota
- Coloquio sobre la cláusula del europeo más favorecido los días 27 y 28 de noviembre de 2008 en el Centre des Conférences Internationales Kléber (16 de París)

## Obras
- La Cláusula de la Europea más favorecida (2008), ediciones de las Mujeres (Antoinette Fouque)